# 阴谋电影
阴谋电影，或阴谋影片、反党影片，是怀仁堂政变后，中国共产党官方对电影《春苗》、《欢腾的小凉河》、《反击》、《盛大的节日》、《千秋业》（被公开批判的“阴谋影片”只有这5部，其余统称为“毒草影片”），以及《金钟长鸣》、《占领颂》等未拍电影的称呼。通常解释是：这些影片是文化大革命后期“四人帮”利用手中的文艺工具，以批判“走资派”、攻击老干部为目的拍摄。1976年四人帮组织拍摄的电影，完成的有8部，正在拍摄的有13部，正在修改剧本的有39部。